# Dioon rzedowskii
Dioon rzedowskii là một loài thực vật hạt trần trong họ Zamiaceae. Loài này được De Luca & al. mô tả khoa học đầu tiên năm 1980.